# Corinne Maier
Corinne Maier (Genebra, 7 de dezembro de 1963) é uma psicanalista suíça.

## Biografia
Ela é autora de livros fortemente inspirados por Jacques Lacan, Roland Barthes e Michel Foucault, abrindo uma iniciação ao mesmo tempo humorística e crítica sobre o mundo singular em que vivemos.
Cognominada (apelidada) “heroína da contracultura” pelo New York Times depois do sucesso mundial da sua obra, Bonjour Paresse ( Bom-dia Preguiça ).

## Reconhecimento
Em dezembro de 2016, foi eleita uma das 100 mulheres mais influentes do mundo pela BBC.